# Euxoa abscondita
Euxoa abscondita är en fjärilsart som beskrevs av W. Warren 1909. Euxoa abscondita ingår i släktet Euxoa och familjen nattflyn. Inga underarter finns listade i Catalogue of Life.